# Aéroport de Fukushima
Pour les articles homonymes, voir FKS.
L'aéroport de Fukushima (福島空港, Fukushima kūkō) (code IATA : FKS • code OACI : RJSF), est un aéroport desservant le nord et le centre de la Préfecture de Fukushima, au Japon, et se situe dans la ville de Sukagawa.

## Situation
Il se trouve à 19,4 km au sud-est de la Gare de Kōriyama à Kōriyama.

### Carte des 50 principaux aéroports du Japon
| Akita Amami Aomori Asahikawa Chūbu Fukuoka Fukushima Hakodate Hanamaki Hiroshima Ibaraki Ishigaki Izumo Kagoshima Kansai Kitakyushu Kobe Kōchi Komatsu Kumamoto Kumejima Kushiro Iwakuni Matsuyama Memanbetsu Miho-Yonago Misawa Miyako Miyazaki Nagasaki Nagoya Naha Tokyo · Narita Niigata Ōita Okayama Osaka Saga Sendai Shin-Chitose Shizuoka Shonai Takamatsu Tokachi-Obihiro Tokushima Tokyo · Haneda Tottori Toyama Tsushima Yamaguchi Ube |

## Histoire
L'aéroport de Fukushima est construit entre 1988 et 1991, et est inauguré le 20 mars 1993. Le terminal International est ouvert en 1999.
L'aéroport a poursuivi ses activités pendant et après le  Séisme de 2011 de la côte Pacifique du Tōhoku et l'accident nucléaire de Fukushima en mars 2011, et a même vu son trafic accroitre à cause de la fermeture de la Ligne Shinkansen Tōhoku. Les dégâts sont mineurs sur l'aéroport, mais la catastrophe conduit à l'arrêt des liaisons internationales par Asiana Airlines (vers Séoul) et China Eastern Airlines (vers Shanghai). En novembre 2011, l'aéroport porte plainte contre Tokyo Electric Power Company pour une perte de 48 millions de yens due à la perte des vols internationaux.

## Compagnies aériennes et  destinations
| Compagnies                             | Destinations                              |
| -------------------------------------- | ----------------------------------------- |
| All Nippon Airways opéré par ANA Wings | Osaka, Shin-Chitose                       |
| Asiana Airlines                        | Charter: Séoul-Incheon                    |
| Far Eastern Air Transport              | Charter: Taïwan-Taoyuan                   |
| Ibex Airlines                          | Osaka                                     |
| Japan Airlines                         | En saison: Osaka                          |
| Vietjet Air                            | Charter: Hô Chi Minh Ville (Tân Sơn Nhất) |

Édité le 16/02/2018

## Statistiques
Pour des raisons techniques, il est temporairement impossible d'afficher le graphique qui aurait dû être présenté ici.

Voir la requête brute et les sources sur Wikidata.